# Xã Clifton, Quận Randolph, Missouri
Xã Clifton (tiếng Anh: Clifton Township) là một xã thuộc quận Randolph, tiểu bang Missouri, Hoa Kỳ. Năm 2010, dân số của xã này là 241 người.